# Владета Вуковић
Владета Вуковић (Врњачка Бања, 16. фебруар 1928 — Врњачка Бања, 20. јули 2003) био је српски песник, књижевни историчар и критичар и редовни професор Универзитета у Приштини.

## Биографија
Основну школу завршио је у Врњачкој Бањи, а онда га отац Милан, врњачки хотелијер, уписује у гимназију „Краљ Александар“ у Београду, где завршава два разреда до почетка Другог светског рата, потом школовање наставља у Бањи и матурира 1947. године. Дипломирао је југословенску књижевност и српскохрватски језик на Филозофском факултету у Београду 1953. године. Једно време ради као средњошколски професор у врњачкој Гимназији, потом као предавач на Вишој педагошкој школи у Приштини (1959) и професор на Филозофском факултету у Приштини од његовог оснивања 1960. године. Докторску дисертацију „Књижевно дело Милутина Бојића“ одбранио је 1965. године на Филолошком факултету у Београду. Две године провео је као лектор на Универзитету у Дижону (Француска).
Био је редовни члан Академије наука и уметности Косова, једно време и њен генерални секретар, дугогодишњи члан уређивачког одбора Издавачке делатности „Јединства“ и часописа „Стремљења“, а у раздобљу 1983 – 1987. и главни и одговорни уредник „Стремљења“. Био је члан редакција и часописа „Октобар“ у Краљеву, „Замка културе“ у Врњачкој Бањи, и „Багдале“ у Крушевцу.
Поезију је почео да објављује од 1946. године (лист „Омладина“), а књижевну критку као студент од 1949. године (часопис „Зора“).
Приштину је напустио 4. септембра 1999. године, под претњом, пошто је месец дана провео у свом похараном и демолираном стану.

## Дела

### Књиге песама
- Са гочких стаза, 1954,
- Звезде изгрејале зором, 1959,
- Речи и птице, 1964,
- Утихли жубори, 1966,
- Звезде детињства, 1973,
- Трагом звука, 1973,
- Отвори слух за тишине, 1976,
- Мементо, 1978,
- Обичан датум вечерас, 1986,
- Песме, 1997,
- Остаћу негде, 1997.

### Књиге критика и огледа
- На међи времена, 1962,
- Књижевно дело Милутина Бојића, 1969,
- Огледи и чланци, 1970,
- Осврти, 1972,
- Записи из књижевности, 1974,
- Из нашег романтизма, 1976,
- Есеји и критике, 1980,
- Прилози књижевном делу Иве Андрића (са Владимиром Бованом и Зораном Павловићем), 1982,
- Књижевни огледи и студије, 1983,
- На раскршћу времена, 1987,
- Разматрања, 1990,
- Из српске књижевности 19. века, 1993,
- Из српске књижевности 20. века, 1998,
- Критичка суочавања, 2000,
- Из новије српске књижевности Косова и Метохије, 2003,

### Антологија
- Српска поезија и бој на Косову (са Дамњаном Петровићем),1989.

## Награде
- Награда ЦК НО Босне и Херцеговине, 1949.
- Награда СС Београдског универзитета, 1951.
- Новембарска награда града Приштине, 1970.
- Децембарска награда Косова, 1973.
- Седмојулска награда Србије, 1988.
- Награда „Грачаничка повеља”, 1996.
- Награда „Златни прстен деспота Стефана Лазаревића”, 2002.
- Плакета Општине Врњачка Бања.